# ポステ・イタリアーネ
ポステ・イタリアーネ （イタリア語: Poste Italiane S.p.A.）は、イタリア共和国ローマに本社を置き、イタリアにおける郵便事業・郵便局の運営を行う企業。保険や銀行などの金融サービス事業、携帯電話事業なども手掛けている。株式の6割をイタリア政府の関連組織が保有している。

## 概要
159年の歴史、12,700以上の郵便局、125,000人の従業員、5,690億ユーロの総金融資産、3,500万人の顧客を擁するPポステ・イタリアーネは、イタリアの経済、社会、生産基盤において不可欠な存在であり、その規模、認知度および顧客からの信頼性の点で、イタリアを語る上で特筆すべき存在です。

### 日本との関係
外国人としてイタリアに居住するために必要な滞在許可書の申請をする際にも、KITと呼ばれる書類を受け取るため、またそれを発送するためにポステ・イタリアーネの郵便窓口に行くことが必要である。この際に行くべき郵便局は、イタリア全国に約5700ある”Sportello Amico（直訳:友達の窓口）”である。

## 歴史

### 誕生(1862年から)
1862年5月5日の法律第604号により、イタリア王国の建国後、最初の郵便事業改革が行われ、新たに建国された王国に存在するさまざまな郵便事業を、サルデーニャ王国から引き継いだ公共事業省に報告する単一の中央管理機関の下に統一し、信書の発送、受領、配布のための事務所の管理を独占的に行うことが定められた。このようにして公共事業としての郵便局の概念が導入され、その結果、イタリア王国の全領土に単一の料金表が導入され、郵便切手が採用されたおかげで、全領土にサービスが提供されるようになった。1862年の法律では、特に郵便物の集荷、仕分け、輸送、配布の方法、書留、保険付き郵便、返信用領収書、郵便為替などの付属サービスの確立がまとめられ、規定された。
1869年の改革により、中央郵便行政は地方行政とは区別され、前者は3つの行政部門、会計事務所、会計官事務所で構成され、後者は前者に従属し、局長（4つのクラスに細分化された各州都に1つずつ）と事務所（イタリア王国のすべての都市に置かれ、2つのクラスに細分化され、大都市、鉄道駅、郵便汽船の寄港地に支店を置くことができた）で構成された。
1875年5月27日付の法律第2779号によるキンティーノ・セラ（Quintino Sella）の主導により、バンコ・ポスタ（BancoPosta）の前身である郵便貯蓄銀行が設立された。1876年には、最初の郵便貯金口座が発行された。郵便貯金銀行は、集めた貯金をカッサ・デポジティ・エ・プレスティティ(Cassa Depositi e Prestiti)に移した。
その後、1889年3月10日の勅令第5973号により、郵便・電信総局は公共事業省から分離され、郵便・電信省[13]となり、電信郵便を含む郵便物の転送と受け取り、電話の発信と受信、金融取引（送金と貯蓄管理）を行うための事務所のネットワークをイタリアに提供することを担当した。1890年代には速達と代金引換が導入された。

### 第一次世界大戦
識字能力の向上、第一次世界大戦への参戦、記念切手やはがきなどの作成などの要因により、郵便サービスの重要性と使用が高まり、航空便や軍用メールサービスと隣接して運営されるようになった。1917年に郵便当座預金サービスが誕生した（2000年から一般にBancoPostaとして知られるようになっているもので、日本のゆうちょ銀行に相当する）。数年間、王立郵便局はイタリアの郵便局の海外開設も手配した。第一次世界大戦中、郵便小切手も導入された。

### ファシズム時代の20年
1924年、ファシズム時代の間に、郵便電信省（il Ministero delle Poste e Telegrafiで、ここから現在も使われるポステ・イタリアーネの略称「PT」が生まれた。ポステ・イタリアーネはPoste ItalianeなのでPIだと勘違いされることがあるが、この時代のPoste e TelegrafiからPTと略され、イタリア全土の郵便局にはPTという案内表示がされている）は通信省に変わり、市民を管理する能力、検閲のサービスのためにも重要な権力の中心になった。新しい物流構造の取得と構築によって強化された。合理主義的なスタイルの新しい建物が、主要な州都（たとえば、パレルモ、フォルリ、ナポリ、ラスペツィア、ピストイア）に建てられた。1924年には、Cassa Depositi e Prestitiによって発行された「郵便貯金債」も導入され、すべての郵便局に配布されて成功した。
1921年に、イタリアの海底電信ケーブル会社である将来のItalcableが、国際的な海底接続の敷設と運用のために設立された。
2年後、海外へのラジオ電信局の設置と管理のためにItaloRadioが設立された。 1941年にこの会社はItalcableに合併した。
1925年、R.D.L。 4月23日の520、活動は通信省から新しい自治郵便局に渡され、部門自体の管理下に置かれた。
R.D. 1936年2月27日、n。 645（「郵便番号と電気通信の承認」）省が再編成され、州の独占的な権限と管理に属するサービスの一般的な規制があった。
電話とラジオの開発に伴い、同省は電話サービス（A.S.S.T.）と初期のEIAR（将来のRAI、最初はラジオのみ、次にテレビ）のために国営企業を設立した。

### 第二次世界大戦から1970年代まで
第二次世界大戦の時代である1940年から1945年にかけて、郵便局は金融取引の価値を高めていった。

### イタリアで起きた数々の自然災害
1980年11月23日、ナポリ近郊のイルピニアと呼ばれていた地域で大きな地震が起きた(イルピニア地震)。これはイタリアを襲った第二次世界大戦以来の地震において、2023年10月現在、最多の死傷者を出したものである。また、1968年のべリーチェ地震や1976年のフリウリ地震なども起きている。この際に、ポステ・イタリアーネは、被災者への支援を迅速化するため、従業員も被災していて郵便局も損壊している中で、仮設的にプレハブなどで郵便局を作り、バスなどを郵便局として使っていた地域もあった。

### 1990年代、株式会社（S.p.A.）への転換
1990年代に入ると、財政赤字が常態化し、人件費も上昇し、1986年には経常収入の約93％（退職手当16％を含む）を占めるまでになった。1970年から1985年にかけて、従業員一人当たりの生産性は24％低下し、提供されるサービスの質は低下した。
1994年、ドイツでは郵便物の約80％が投函から1日以内に配達されたが、イタリアでは20％以下だった（1989年の平均配達日数は8.5日）。
1993年12月1日付法令第487号、1994年1月29日付法令第71号によって変更された改革介入によって、イタリアの郵便サービスの質における他のヨーロッパ諸国との明らかな格差は食い止められようとした。この変革プロセスは、イタリア郵政公社の経営において、生産効率の原則の採用、サービスの質の回復、経済的・財政的回復を前提としたものであった。
これにより、生産コスト（その80％は人件費によるもの）を削減する政策、行政へのサービス販売による収入の増加、料金システムの再編成を通じて、1993年には約4兆5,000億リラであった赤字が徐々に抑制され、2001年には純損益がプラスに転じた。
1997年度予算は7,770億イタリア・リラの赤字となり、1996年度の8,930億イタリア・リラから回復した。
1997年11月、首相によって1997年1月30日に採択された郵便サービスに関する指令（いわゆるプロディ指令）は、ポステ・イタリアーネに、新たな一連のサービスを通じて郵便ネットワークの運営費の収支均衡を達成することにより、サービスの質を向上させるという任務を課した。これにより、人員削減や料金値上げを回避することができた。
その目的は、イタリアの郵便事業の機能不全を解消し、ポステ・イタリアーネを、その社会的特性を維持しつつ、国の発展に貢献できる企業にすることであった。
特に、この指令によって次のように規定された：
恒常価格で郵便取扱量を25％増加させること、および行政のために行われるサービスの売上高を増加させることにより、均衡のとれた予算を達成すること、...郵便輸送量と個人の生産性を向上させることによって、雇用水準と郵便ネットワークの地域的なカバー範囲の両方を保護すること。

### Poste Italianeの150年
2012年、イタリアの郵便局の生誕150周年を機に、同社は「未来に捧げる150年」を祝う展示会を開催した。ジョルジョ・ナポリターノ大統領(当時)が5月8日(この日はポステ・イタリアーネの誕生日である)にローマで開催したこの展示会は、2つの未来的なハイテクドームが相互に接続されているチルコマッシモで開催された。 1つは過去と現在に捧げられ、もう1つは未来に捧げられたものである。展示会の旅程には、ヴェネツィアとイタリア王国の最初の首都であるトリノへの立ち寄りも含まれていた。
2017年3月以降、ビアンカ・マリア・ファリーナ(Bianca Maria Farina)さんが社長(Precidente)を、マッテオ・デル・ファンテ(Matteo del Fante)さんがポステ・イタリアーネのCEO(AD)を務めている。後者は二児の父である。2020年には、TG Posteと呼ばれるニュース番組の形でユーザー向けの毎日の情報サービスが開始され、オンラインおよび郵便局内で放送されている。なお、TGとはTelegiornale(テレビニュース)の略である。ジャーナリストのフェデリカ・デ・サンクティス(Federica De Sanctis)さんが監督している。イタリア国内でのみダウンロードできる専用のアプリケーションもある。一部の機能は英語に対応している。さらに、TG Posteは、全世界からYouTubeでみることももできる。全ての閲覧は無料である。

## グループ会社
ポステ・イタリアーネグループ全体の売上としては、保険・銀行などの金融サービスが、郵便事業の倍以上を占めている。
- BancoPosta Fondi S.p.A. （日本のゆうちょ銀行に相当する、郵便局が運営する銀行）
- CLP (Consorzio Logistica Pacchi) S.c.p.A.
- Consorzio per i Servizi di Telefonia Mobile S.c.p.A. （携帯電話）
- Europea Gestioni Immobiliari S.p.A.
- Poste Air Cargo S.r.l.
- Poste Energia S.p.A.
- PosteShop S.p.A.
- Poste Tributi S.c.p.A.
- PosteTutela S.p.A.
- Poste Vita S.p.A.
- Poste Assicura S.p.A. （保険）
- Postel S.p.A.
- SDA Express Courier S.p.A. （小包などの宅配事業）
- Postepay S.p.a. （プリペイドカード）
- Nexive Group S.r.l.

## アプリケーション
https://www.poste.it/applicazione-ufficio-postale.html 郵便局がどこにあるかがわかるアプリケーション
https://www.poste.it/applicazione-postepay.html Postepayのアプリケーション
https://www.poste.it/applicazione-bancoposta.html BancoPosta（ポステ・イタリアーネが所有する銀行）のアプリケーション
https://www.poste.it/applicazione-posteid.html PosteID（SPID）に関するアプリケーション
https://play.google.com/store/apps/details?id=posteitaliane.posteapp.postenews PosteNews（ポステ・イタリアーネが更新しているニュース）を見るためのアプリケーション
https://play.google.com/store/apps/details?id=it.poste.noidiposte NoidiPoste（郵便局で働く人向けのアプリケーション）
なお、全てのアプリケーションはイタリア国内でしかダウンロードができない。

## 郵便局の歴史展覧会 Poste Storie
2022年から一時的に、ローマのSan Silvestroにある郵便局では Poste Storie(直訳: 郵便局の歴史)と称する展覧会を行っている。
7つのテーマに分け展示されているが、そのテーマは
- 作業に用いられている器具
- 貯蓄及び支払い
- コミュニケーション
- 技術
- 手紙及び小包
- 建築
- 輸送

である。
内容は多岐にわたり、1862年からポステ・イタリアーネが辿ってきた160年の歴史について、ポステ・イタリアーネが目標としていて大事にしている様々なことについて、戦争(第一次世界大戦や第二次世界大戦など)や震災(イルピニア地震、ラクイラ地震など)の際にいつも郵便局が市民を助けてきたこと、どのような手段で郵便を運んできて、現在はどうやって物流をコントロールしているかなど、この展覧会では郵便局の「過去と現在」を見ることができる絶好の機会である。
またPoste Storieでは、イタリア各地の8人の若いアーティストがポステ・イタリアーネの大事にしていることを絵で表したコーナーがあり、ポステ・イタリアーネの企業理念や企業風土、さらにはポステ・イタリアーネの中核をなすようなスローガンなどを肌で感じることができる。リヴィア・マサッチェシ(Livia Massaccesi)さんが描いた多様性と包括性に関する絵などが展示されており、リヴィアさんは「私の作品の顔を見ると、誰もが自分自身を見分けることができるだろう」と語っている。
この郵便局の窓口は、ローマのスペイン広場近くに位置しており、観光客にとっても地元住民にとっても、非常に良いロケーションである。入場は無料で、誰でも入ることができる。しかし、英語や日本語など外国語での記載は一切なく、全ての展示がイタリア語のみに対応している。